# Kaufmann (berufliche Grundbildung)
Kaufmann bzw. Kauffrau ist in der Schweiz die berufliche Grundbildung mit den meisten Teilnehmenden. Die Grundbildung zum Kaufmann bzw. zur Kauffrau wird umgangssprachlich als «KV-Lehre» oder bloss «KV» bezeichnet, weil sie vom Kaufmännischen Verband verantwortet wird.

## Ausbildung
Die Verordnung und damit die schulische Ausbildung ist für alle 21 Branchen gleich. In Deutschland und Österreich hingegen haben die Branchen jeweils einen eigenen Ausbildungsberuf (siehe Kaufmann (Begriffsklärung)).

### Profile
Die Ausbildung dauert drei Jahre. Es werden, je nach schulischen Fähigkeiten, drei Profile angeboten:
- Kauffrau/Kaufmann – Basisbildung
- Kauffrau/Kaufmann – erweiterte Grundbildung
- Kauffrau/Kaufmann – erweiterte Grundbildung mit Berufsmaturität

Die Anzahl Berufsschulstunden ist seit der letzten Reform in den beiden ersten Profilen gleich. Entsprechend haben die Profile einen leicht anderen Schwerpunkt.
Die Berufsmaturität kaufmännische Richtung kann lehrbegleitend nur in Zusammenhang mit dem Profil der erweiterten Grundbildung erworben werden.
Das Abschlusszeugnis ist das Eidgenössische Fähigkeitszeugnis.

### Ablauf
Nach dem ersten Lehrjahr findet eine Standortbestimmung statt. Nach der Standortbestimmung ist ein Wechsel des Ausbildungsprofils möglich.
Die Berufliche Grundbildung endet mit einem Qualifikationsverfahren, umgangssprachlich auch Lehrabschlussprüfung genannt.
Die drei Lernorte sind Betrieb, Berufsfachschule und überbetriebliche Kurse.

## Weiterbildungsmöglichkeiten
Gelernten Kaufleuten stehen diverse Weiterbildungsmöglichkeiten offen. Grob unterteilen lassen sich diese Möglichkeiten in:
- Kurse
- höhere Berufsbildung
  - Berufsprüfung
  - höhere Fachprüfung
- höhere Fachschule (Wirtschaft, Logistik etc.)
- Fachhochschule